# Puerto Real (Vieques)
Puerto Real è una circoscrizione dell'isola comunale di Vieques, in Porto Rico. Confina a ovest con Llave, a nord-ovest con Mosquito, a nord con Florida e a est con Puerto Ferro. È bagnata a sud dalle acque dello Mar dei Caraibi. Nel 2000 aveva una popolazione di 1 673 abitanti, risultando la seconda circoscrizione di Vieques più popolosa, dopo Florida. Esperanza è l'unica località che si affaccia sulla costa meridionale di Vieques.

## Località
- Colonia Luján
- Colonia Puerto Real
- Esperanza